# Фудбалски савез Бахама
Фудбалски савез Бахама (енгл. Bahamas Football Association (БФА)) је највиша фудбалска организација на Бахамима која организује фудбалска такмичења у земљи и мечеве репрезентације Бахама.
Фудбалски савез је основан 1967. године. У чланство ФИФА (Светске фудбалске организације) је примљен 1968, а у КОНКАКАФ (Северно-средњоамеричке и карипске фудбалске конфедерације) примљена је 1981.
Председник савеза је Anton Sealey.
Прву међународну утакмицу одиграла је у Панами 3. март 1970. против репрезентације Холандских Антила, и изгубила 8:1.
Боја дресова репрезентације је жута и црвена.
Прволигашка такмичења се организују од 1992. са повременим прекидима. Први шампион је био Бритам јунајтед, који је и најуспешнији клуб Првенстава Бахама.